# Германит
Германи́т (от названия химического элемента германия) — минерал группы сложных сульфидов. Химический состав Cu26Ge4Fe4S32 (содержание германия колеблется от 7 до 10 %). Незначительные примеси цинка, свинца, галлия и др. Псевдокубический. Твёрдость по минералогической шкале 4,0. Плотность 4,4—4,6 г/см3. Цвет серый с тёмно-красным оттенком, блеск металлический. Распространен в виде отдельных зёрен, сплошных масс в ассоциации с пиритом, сфалеритом, галенитом, медными рудами. Встречается в гидротермальных месторождениях медно-полиметаллического типа. Руда германия. Единственное известное промышленное месторождение — Цумеб в Намибии (юго-западная Африка).